# Arturo Torres Carrasco
Arturo Torres Carrasco (1906. október 20. – 1987. április 20.), chilei válogatott labdarúgó, edző.
A chilei válogatott tagjaként részt vett az 1928. évi nyári olimpiai játékokon, az 1930-as világbajnokságon és az 1935-ös Dél-amerikai bajnokságon.

## Sikerei, díjai

### Játékosként
Magallanes
- Chilei bajnok (3): 1933, 1934, 1935

Colo-Colo
- Chilei bajnok (1): 1937

### Edzőként
Colo-Colo
- Chilei bajnok (1): 1944

## Külső hivatkozások
- Arturo Torres Carrasco a FIFA.com honlapján Archiválva 2015. február 6-i dátummal a Wayback Machine-ben